# Rio Preto EC
Der Rio Preto Esporte Clube ist ein brasilianischer Fußballverein aus São José do Rio Preto im Bundesstaat São Paulo. Das Vereinsmaskottchen ist ein Brillenkaiman und eine Rivalität wird mit dem Ortsnachbarn América FC geteilt.

## Geschichte
Obwohl ein Verein mit einer über hundertjährigen Geschichte ist die Männermannschaft des Rio Preto EC traditionell unterklassig geblieben. Der Aufstieg in die oberste Spielklasse (Série A1) der Staatsmeisterschaft von São Paulo 2007 markiert den bisher größten Erfolg, auf dem aber nach nur einer Saison 2008 der Sofortabstieg in die Zweitklassigkeit gefolgt ist. 2012 ist der Club in die dritte Staatsliga abgestiegen, hat 2016 aber den Wiederaufstieg in die zweite Liga vollendet. Für die nationale Meisterschaft Brasiliens oder den Pokalwettbewerb hat sich die Mannschaft bisher noch nicht qualifizieren können.

## Frauenfußball
Die Frauenfußballabteilung des Rio Preto EC wurde 2008 gegründet und gewann 2015 die brasilianische Meisterschaft. Im Frühjahr 2019 wurde die Sektion aus Kostengründen aufgelöst.

## Spielstätten
Rio Pretos erste Heimat war das Estádio Coronel Victor Brito Bastos im Stadtteil Redentora. Der Baugrund ist dem Verein 1924 von dem gleichnamigen ortsansässigen Mäzen gestiftet wurden, weshalb das Stadion ihm zu Ehren benannt wurde. Auf seinem Standort hatte zuvor ein Jahrmarkt gestanden.
1965 verkaufte der Verein sein altes Stadion, um im südlich angrenzenden Stadtteil Universitária, heute Jardim Aclimação, neuen Baugrund für einen Stadionneubau zu erwerben. Am 21. April 1968 konnte das neue Stadion eingeweiht werden, dass nach dem ehemaligen Vereinspräsidenten Anísio Haddad benannt worden ist.

## Erfolge
Fußball (Frauen):
- Brasilianische Meisterschaft: 2015
- Staatsmeisterschaft von São Paulo: 2016, 2017